# Sint-Pietersziekenhuis (Leuven)

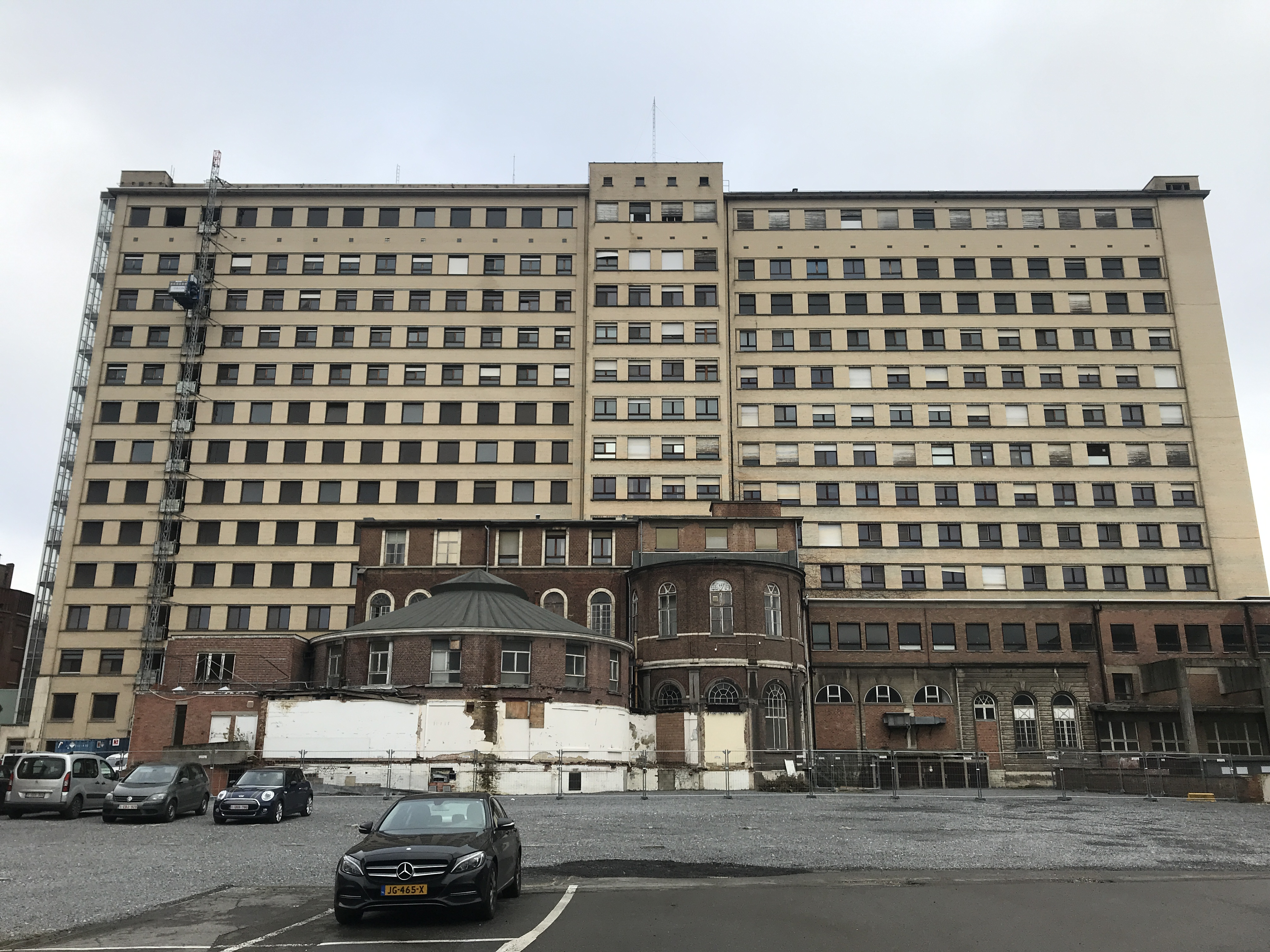
Achterkant Sint-Pietersziekenhuis met onderaan het restant van het 19e-eeuwse Sint-Pietersgasthuis. Foto genomen vlak voor de sloop in januari 2020.

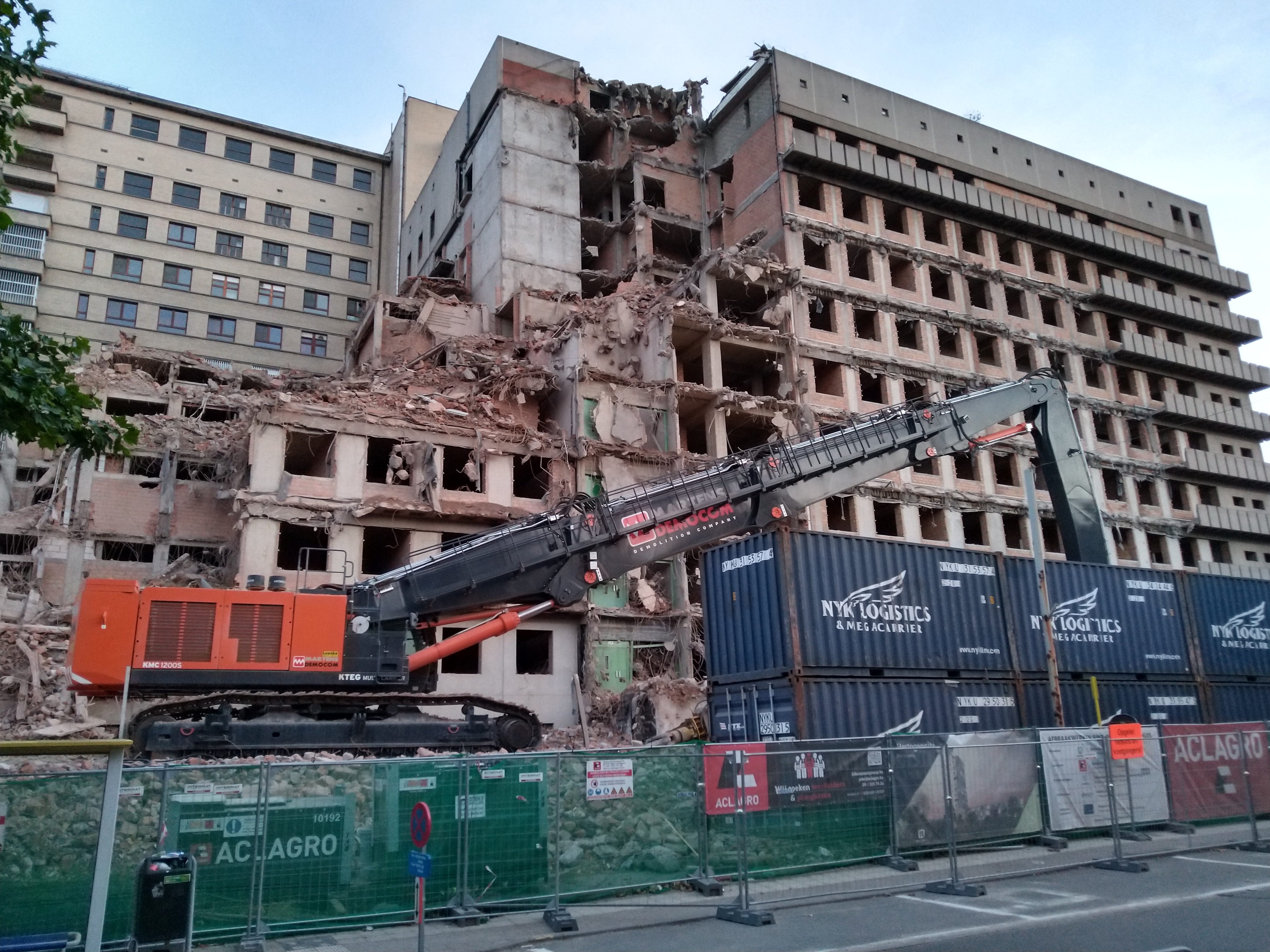
Afbraak van het Sint-Pietersziekenhuis (Leuven), situatie op 9 juli 2020.

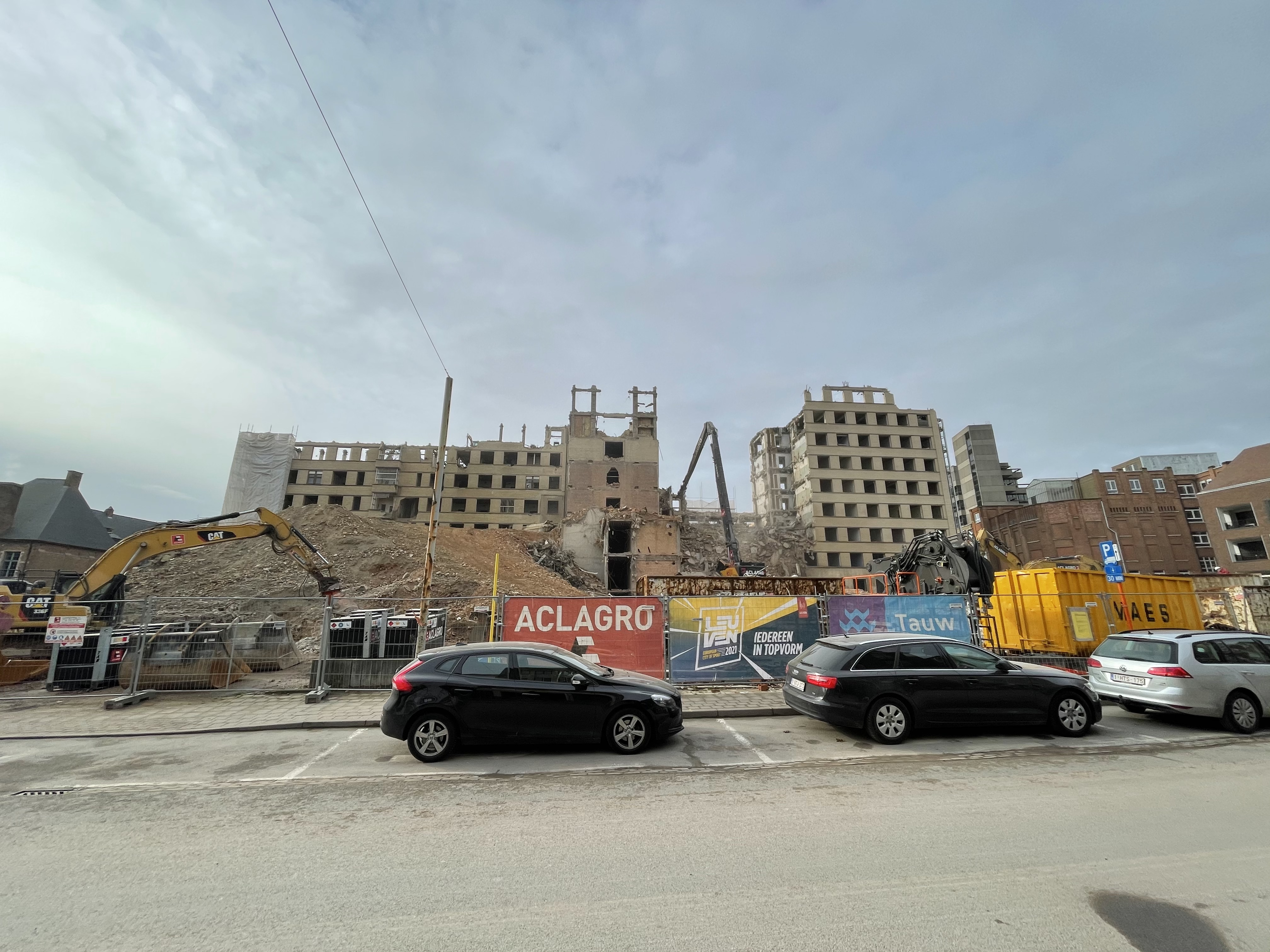
Vergevorderde afbraak van het ziekenhuis in maart 2021

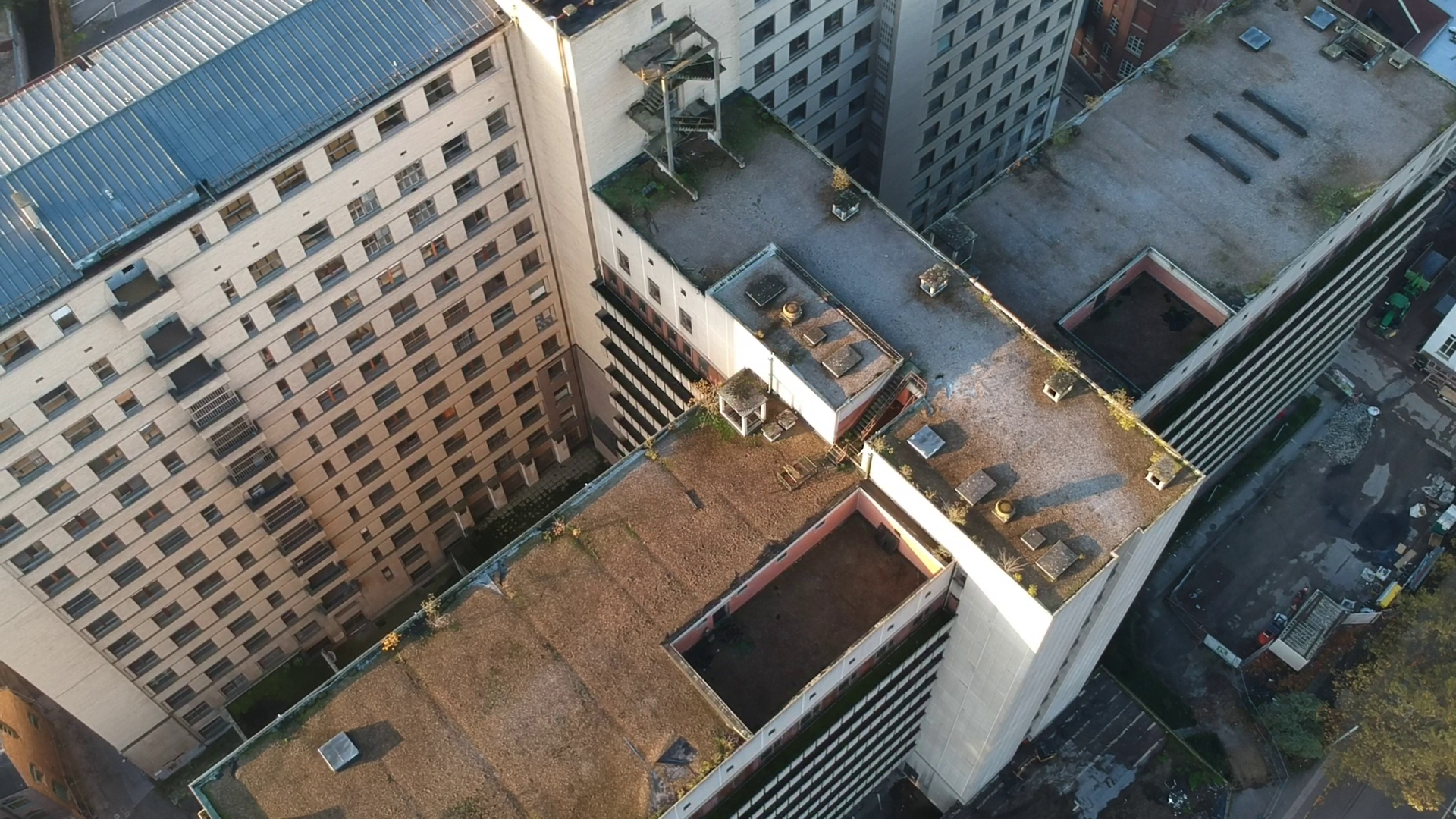
Luchtfoto van de zuidelijke vleugel (geel, gebouwd in twee fasen (jaren '50 en jaren '70)) en noordelijke vleugel (grijs, jaren '80, nooit in gebruik genomen) van het Sint-Pietersziekenhuis, Leuven. Volledig gesloopt in 2021.

Het Sint-Pietersziekenhuis was een ziekenhuis in de Belgische stad Leuven. Het gebouw stond aan de Brusselsestraat.

## Geschiedenis
In de 13e eeuw stond er op deze plaats reeds een ziekenhuis met de naam Sint-Elisabethgasthuis. In 1838 werd het oude ziekenhuis gesloopt en bouwde men alhier naar het ontwerp van architect Alexander Van Arenbergh een nieuw ziekenhuis met de naam Sint-Pietersgasthuis. Dit ziekenhuis was in neoclassicistische stijl opgetrokken en geïnspireerd op het Hôpital Saint-André in de Franse stad Bordeaux. In 1849 werd het gebouw in gebruik genomen, maar werd pas in 1865 volledig voltooid. Door de jaren heen werd het ziekenhuis verbouwd en uitgebreid, maar bleek in de jaren 1970 te zwaar verouderd en met plaatsgebrek. Er werd besloten een deel af te breken en te vervangen door nieuwbouw.
In 1955 werd gestart met de bouw van de gele, dertien verdiepingen tellende gele toren naar een ontwerp van de architecten J.N. Cloquet, H. Van Monfort en P. Vandeput.  Deze werd in twee fasen neergezet: de oostelijke vleugel van het gebouw werd voltooid in 1956, de westelijke vleugel werd pas in de jaren '70 opgeleverd. Ten zuiden van deze toren is een oud deel van het 19e-eeuwse gasthuis bewaard gebleven.
Einde jaren 70 werd ten slotte begonnen met de constructie van een bijkomende hospitaaltoren, gelegen langs de Brusselsestraat, ten noorden van de hierboven vermelde gele toren.  In 1982 was de ruwbouw klaar en winddicht, maar door een overaanbod aan bedden werd dit gedeelte nooit afgewerkt en volledig in gebruik genomen.  Op de gelijkvloerse verdieping werden enkel een cafetaria en een onthaal voor de achterliggende gele toren ingericht. 
In juni 2019 vertrok het laatste personeel van het ziekenhuis naar het Universitair Ziekenhuis Leuven in Gasthuisberg.
In december 2019 begon men met de afbraak van het ziekenhuis, waarna het gebied herontwikkeld wordt.

## Gebouw
Het gebouw was opgetrokken op een H-vormig plattegrond, waarbij de bovenzijde van de H richting het westen gesitueerd was. De achtervleugel, de zuidelijke poot van de H, had 13 verdiepingen, terwijl de vleugel aan de Brusselsestraat, de noordelijke poot van de H, 10 verdiepingen had. Deze laatste poot werd, met uitzondering van de gelijkvloerse verdieping die als toegang fungeerde voor de achterliggende zuidelijke vleugel, nooit in gebruik genomen.
Ten zuiden van het H-vormige hoofdgebouw bevonden zich nog enkele gebouwen van het Sint-Pietersgasthuis.

## Restauratie restant Sint-Pietersgasthuis
De resterende 19e-eeuwse vleugel van het Sint-Pietersgasthuis wordt gerestaureerd. De verloren gegane delen van de gevels zullen met een bijzondere restauratietechniek worden hersteld. Daarna wordt het herbestemd tot hotel en brasserie en krijgt een prominente plaats in een nieuw aan te leggen park.